# Medieninsider
Medieninsider ist ein deutsches Online-Branchenmagazin für Journalisten und Medienschaffende mit Sitz in Berlin.

## Geschichte
Gegründet wurde Medieninsider im August 2020 vom ehemaligen Meedia-Redakteur Marvin Schade und früheren Bild-Journalisten und Medienunternehmer Matthias Bannert. Im März 2021 investierte Next Media Accelerator in Medieninsider und übernahm 10 Prozent der Firmenanteile.

## Inhalt
Das Angebot umfasst exklusive und investigative Berichte, Analysen, Kommentare und Interviews. Ein Großteil der Beiträge befindet sich hinter einer Paywall.

## Kontroversen

### Ermittlungsverfahren gegen Julian Reichelt 2021
Im März 2021 berichtete das Magazin über das interne Ermittlungsverfahren gegen Bild-Chefredakteur Julian Reichelt und veröffentlichte dabei interne Nachrichten aus dem Slack-Kanal von Axel Springer. Im Oktober 2021 zitierte der Spiegel nach der Entlassung von Reichelt als Bild-Chefredakteur das bei Medieninsider veröffentlichte Wortprotokoll der Entschuldigung von Mathias Döpfner, dem Vorstandsvorsitzenden der Axel Springer SE.

### Affäre um Vizechefredakteurin derSüddeutschen Zeitung2024
Im Dezember 2023 berichtete Medieninsider über Auffälligkeiten in Artikeln der stellvertretenden Chefredakteurin der Süddeutschen Zeitung, Alexandra Föderl-Schmid. Einige Texte enthielten Passagen aus Texten anderer Medien oder der Bundeszentrale für politische Bildung. Das Branchenmagazin berichtete auch über die anschließende Debatte in der Redaktionskonferenz der Süddeutschen Zeitung. Daraufhin versuchte die Chefredaktion in Abstimmung mit dem Betriebsrat, die Personen ausfindig zu machen, mit denen Medieninsider in Kontakt stand. Dabei sollen nach einem Bericht von Medieninsider „Verbindungen über Festnetztelefone wie auch Netzwerke und die E-Mail-Kommunikation der SZ-Journalisten“ durchleuchtet worden sein. „Laut Betriebsrat sollte dafür nach Nachrichten an Medieninsider-Domains wie auch nach IP-Adressen gefahndet werden.“ In einer Stellungnahme von Chefredaktion, Redaktionsausschuss und Betriebsrat begründete die SZ ihre Vorgehensweise.